# André Bacqué
Pour les articles homonymes, voir Bacqué.
André Bacqué est un comédien français né le 22 mars 1880 à Port-Sainte-Marie (Lot-et-Garonne) et mort le 11 mai 1945 dans le 5e arrondissement de Paris. Il est sociétaire de la Comédie-Française de 1934 à sa mort.

## Biographie
Après avoir débuté avec Antoine, il s'est illustré aux côtés son ami Jacques Copeau au théâtre du Vieux-Colombier, où il a contribué à façonner la scène théâtrale française.
Entré au Théâtre Français en 1925, André Banqué s'est rapidement imposé comme un comédien de grand talent, reconnu pour sa remarquable conscience professionnelle et sa profonde humanité. Il a su incarner de nombreux « pères » du répertoire classique.
Ses obsèques ont eu lieu à l'église Saint-Jacques du Haut-Pas à Paris.

## Théâtre

### Hors Comédie-Française
- 1909 : Beethoven de René Fauchois, mise en scène André Antoine, Théâtre de l'Odéon
- 1909 : La Bigote de Jules Renard, mise en scène André Antoine, Théâtre de l'Odéon
- 1909 : Les Grands de Pierre Veber et Serge Basset, Théâtre de l'Odéon
- 1911 : L'Armée dans la ville de Jules Romains, mise en scène André Antoine, Théâtre de l'Odéon
- 1911 : Rivoli de René Fauchois, Théâtre de l'Odéon
- 1912 : Troïlus et Cressida de William Shakespeare, Théâtre de l'Odéon
- 1912 : L'Honneur japonais de Paul Anthelme, Théâtre de l'Odéon
- 1913 : Le Procureur Hallers de Louis Forest et Henry de Gorsse d'après Paul Lindau, mise en scène Firmin Gémier, Théâtre Antoine
- 1914 : Un grand bourgeois d'Émile Fabre, mise en scène Firmin Gémier, Théâtre Antoine
- 1924 : Il faut que chacun soit à sa place, de René Benjamin, mise en scène Jacques Copeau, Théâtre du Vieux-Colombier[5]
- 1925 : La Vierge au grand cœur de François Porché, mise en scène Simone Le Bargy, Théâtre de la Renaissance

### Comédie-Française
- Entrée à la Comédie-Française en 1925
- 387e sociétaire de 1934 à 1945

- 1925 : Esther de Racine, Comédie-Française : Louis XIV
- 1925 : Fantasio d'Alfred de Musset, Comédie-Française
- 1925 : Maître Favilla de Jules Truffier d'après George Sand, Comédie-Française
- 1925 : Fleurs d'avril de Gabriel Vicaire et Jules Truffier : le chevalier d'Oisy
- 1926 : Les Compères du roi Louis de Paul Fort : le cardinal La Balue
- 1926 : Chatterton d'Alfred de Vigny : un quaker
- 1926 : Alkestis (Alceste) de Georges Rivollet d'après Euripide : Thanatos
- 1929 : Le Marchand de Paris d'Edmond Fleg, Comédie-Française
- 1930 : Les Trois Henry d'André Lang, mise en scène Émile Fabre, Comédie-Française
- 1932 : Christine de Paul Géraldy, Comédie-Française : Fortier
- 1932 : L'Âge du fer de Denys Amiel, Comédie-Française
- 1933 : La Tragédie de Coriolan de William Shakespeare, mise en scène Émile Fabre, Comédie-Française : Comicius
- 1933 : Adam et Ève de Sacha Guitry, mise en scène Sacha Guitry, Comédie-Française : Caïn
- 1934 : L'Otage de Paul Claudel, mise en scène Émile Fabre, Comédie-Française : le curé Badillon
- 1937 : Chacun sa vérité de Luigi Pirandello, mise en scène Charles Dullin : Agazzi
- 1937 : L'Illusion comique de Pierre Corneille, mise en scène Louis Jouvet : Géronte
- 1937 : Les affaires sont les affaires d'Octave Mirbeau, mise en scène Fernand Ledoux, Comédie-Française : Gruggh
- 1938 : Madame Sans-Gêne de Victorien Sardou et Émile Moreau, Comédie-Française : Napoléon
- 1938 : La Robe rouge d'Eugène Brieux, Comédie-Française
- 1938 : L'Otage de Paul Claudel, mise en scène Émile Fabre, Comédie-Française
- 1938 : Un chapeau de paille d'Italie d'Eugène Labiche et Marc-Michel, mise en scène Gaston Baty, Comédie-Française : Beauperthuis
- 1938 : Le Bourgeois gentilhomme de Molière, mise en scène Denis d'Inès, Comédie-Française : le maître de philosophie
- 1938 : Ruy Blas de Victor Hugo, mise en scène Pierre Dux, Comédie-Française
- 1938 : Tricolore de Pierre Lestringuez, mise en scène Louis Jouvet, Comédie-Française : Marquis de Saint-Hurugue
- 1938 : Cyrano de Bergerac d'Edmond Rostand, mise en scène Pierre Dux, Comédie-Française : le capucin
- 1939 : Rodogune de Pierre Corneille, Comédie-Française
- 1939 : Athalie de Jean Racine, mise en scène Georges Le Roy : Nabal
- 1939 : Le Mariage de Figaro de Beaumarchais, mise en scène Charles Dullin, Comédie-Française : Bartholo
- 1939 : La Belle Aventure de Gaston Arman de Caillavet, Robert de Flers, Étienne Rey, Comédie-Française : Comte d'Éguzon
- 1940 : Le Paquebot Tenacity de Charles Vildrac, mise en scène Jacques Copeau : Hidoux
- 1940 : Le Cid de Pierre Corneille, mise en scène Jacques Copeau : Don Arias
- 1940 : La Nuit des rois de William Shakespeare, mise en scène Jacques Copeau, Comédie-Française
- 1941 : André del Sarto d'Alfred de Musset, mise en scène Jean Debucourt, Comédie-Française : Lionel
- 1942 : L'Article 330 de Georges Courteline : le substitut
- 1942 : La Reine morte de Henry de Montherlant, mise en scène Pierre Dux, Comédie-Française : Don Christoval

Metteur en scène
- 1938 : La Coupe enchantée de Jean de La Fontaine et Champmeslé, Comédie-Française

## Filmographie
- 1909 : Molière de Léonce Perret : Molière
- 1910 : La Bouteille de lait de Albert Capellani
- 1911 : Falstaff de Henri Desfontaines
- 1911 : La Mégère apprivoisée de Henri Desfontaines
- 1911 : Le Roman de la momie de Henri Desfontaines
- 1913 : L'Homme nu de Henri Desfontaines
- 1928 : Maldone de Jean Grémillon : Juste Maldone, l'oncle
- 1934 : Un soir à la Comédie-Française de Léonce Perret : lui-même
- 1934 : Maria Chapdelaine de Julien Duvivier : Samuel Chapdelaine
- 1935 : Golgotha de Julien Duvivier : Anne, le grand prêtre
- 1935 : La Route heureuse de Georges Lacombe : Antoine Venieri
- 1937 : L'Occident de Henri Fescourt : Linières
- 1943 : Le Comte de Monte-Cristo de Robert Vernay, seconde époque : « Le Châtiment » : le président de la chambre des pairs
- 1943 : La Main du diable de Maurice Tourneur : le moine Maximus Léo